# エア (スペイン)
エア(スペイン語: Ea)は、スペイン・バスク州ビスカヤ県のムニシピオ（基礎自治体）。2017年の人口は836人。

## 地理

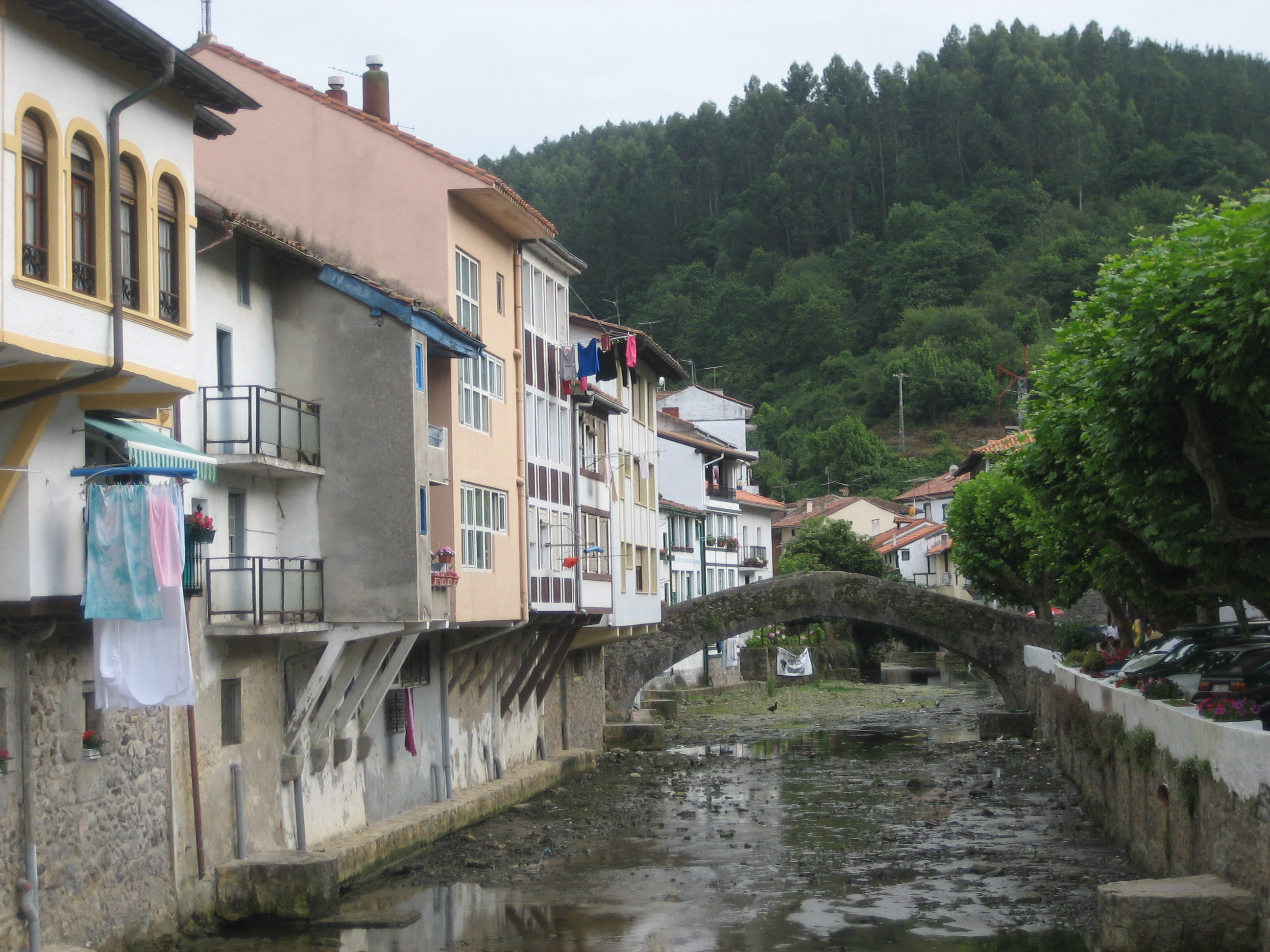
市街地とローマ橋

ビスカヤ県の県都ビルバオから50km北東にあり、大西洋のビスケー湾岸に位置する。小規模なエア川の河口の両岸に町が形成されており、エア川には4つの橋が架かっている。最古の橋は「ローマ橋」と呼ばれ、その名の通り中世に架けられた橋である。小規模な漁港もあるが、主産業は農業・林業・牧畜業であり、バスク地方の典型的な風景の中に多くの農場が分散している。河川の両岸にひとつずつ、計2つの教会がある。

## 歴史
この地域はナチトゥア教区（ナチトゥア地区）とベダロナ教区（ベダロナ地区）を中心とする農村地帯だった。16世紀には両地区の漁師たちが、エア川の河口部に新たな居住地を形成した。200年が建つ頃、河口部に形成されたエア地区はナチトゥア地区やベダロナ地区よりも重要な存在となったため、両地区とエア地区をまとめてエアの自治体が設立された。

## 人口
| エア (スペイン)の人口推移 1897－2017                    |
|                                                         |
| 出典:INE（スペイン国立統計局）1900年 - 1991年、1996年 - |

## 文化
毎年6月23日夜から26日までにはサン・フアンの祭礼が開催される。7月16日には漁師の守護聖人であるカルメンの聖母の祭礼が開催される。7月31日にはベダロナ地区でサン・イグナシオの祭礼が開催される。8月最初週にはネチトゥア地区でガツェ・エグナ・ロックフェスティバルが開催される。8月24日にはサン・バルトロメの祭礼が開催され、パエリア大会、伝統的なバスクのスポーツ大会、ダンス大会が行われる。
詩人のガブリエル・アレスティ(1933-1975)は夏季にエアを訪れていた。アレスティに触発されたHEAのメンバーによって、2003年から毎年7月の3日間にはエア詩祭が開催されている。

## 出身者
- カルメロ・ランダ（スペイン語版）(1952-) : 政治家。
- マヌエル・モンテロ（バスク語版）(1955-) : 歴史学者。バスク大学学長。

## ギャラリー

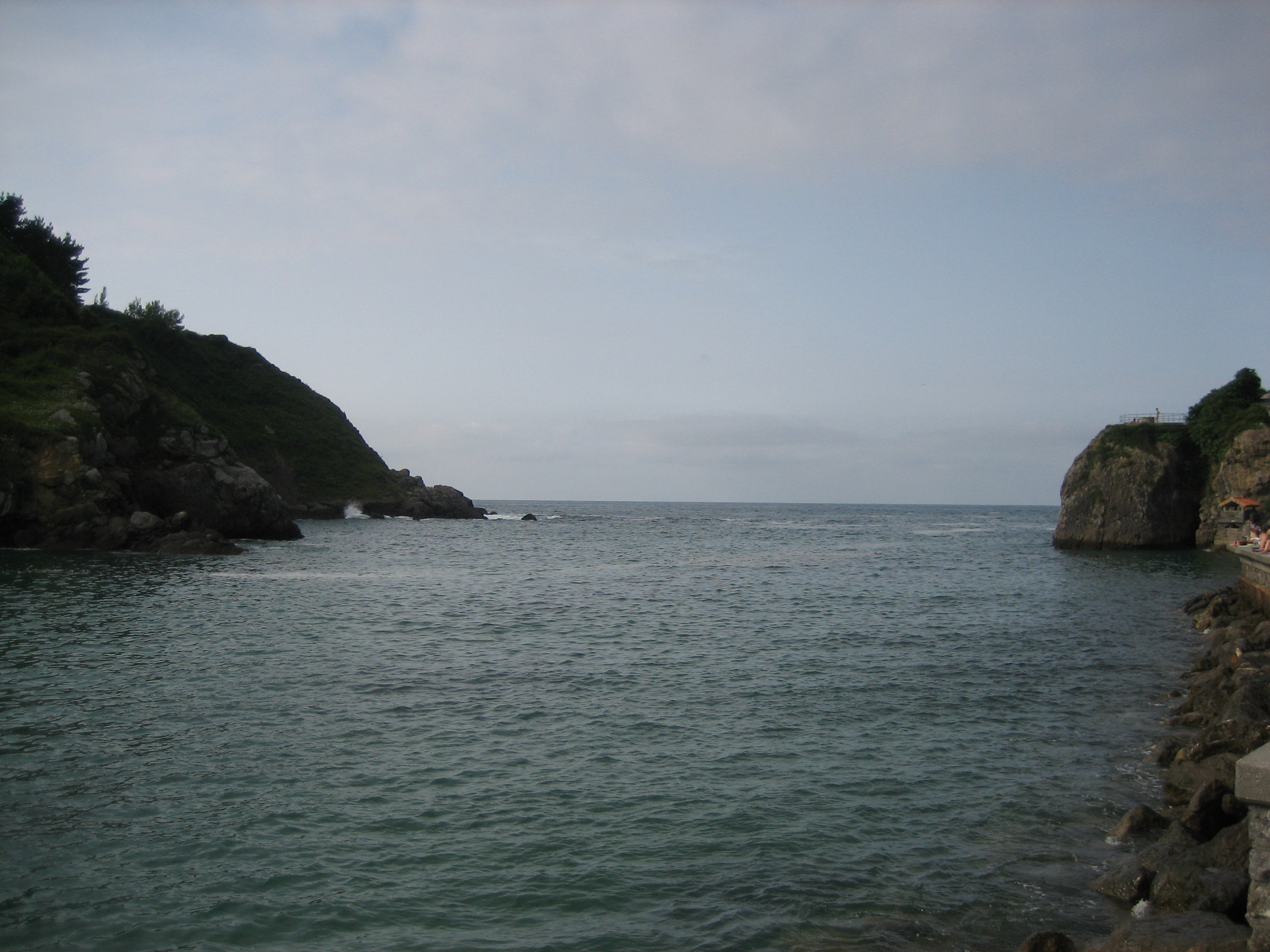
ビスケー湾岸
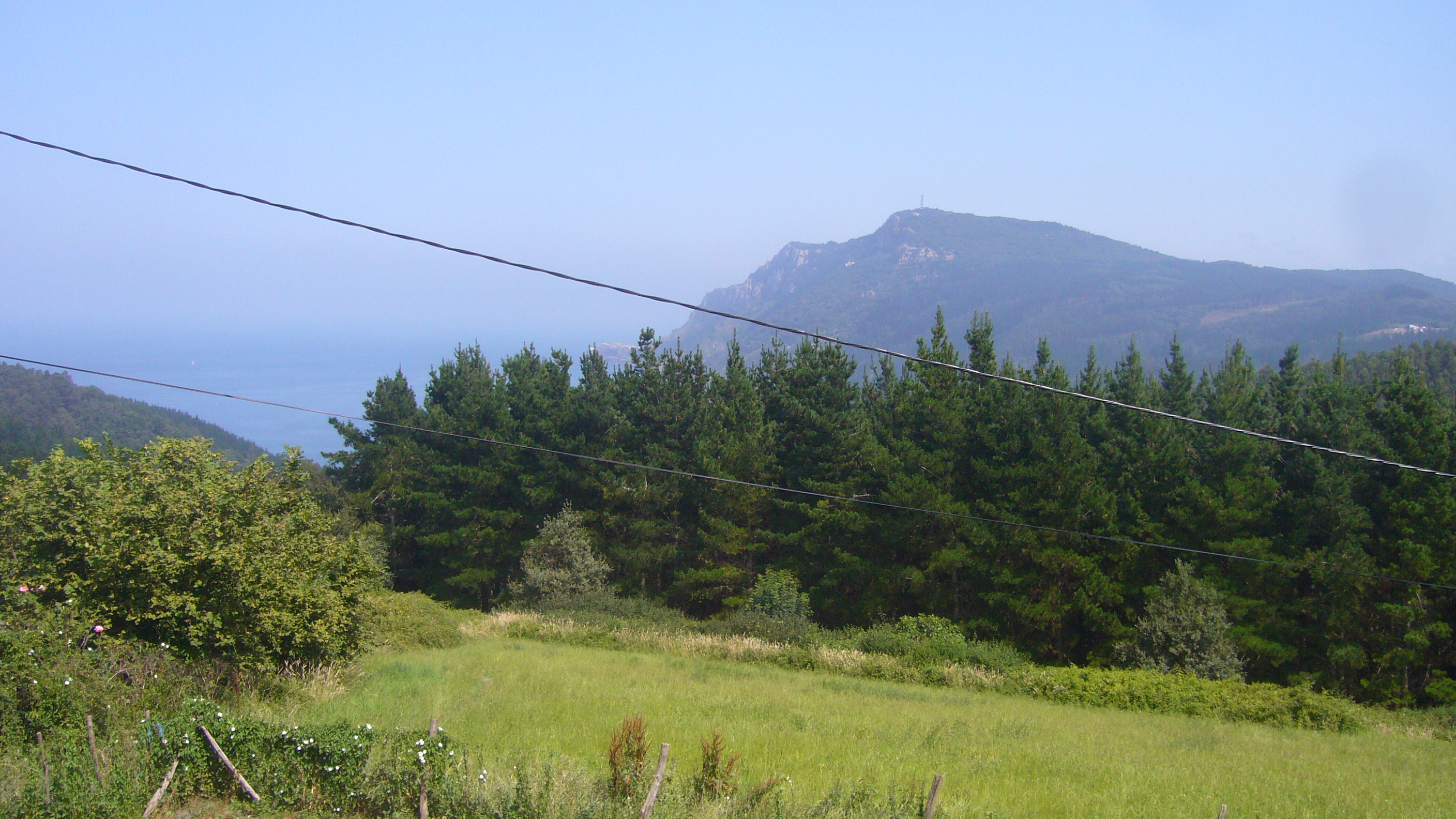
ベダロナ地区から見た農村の風景
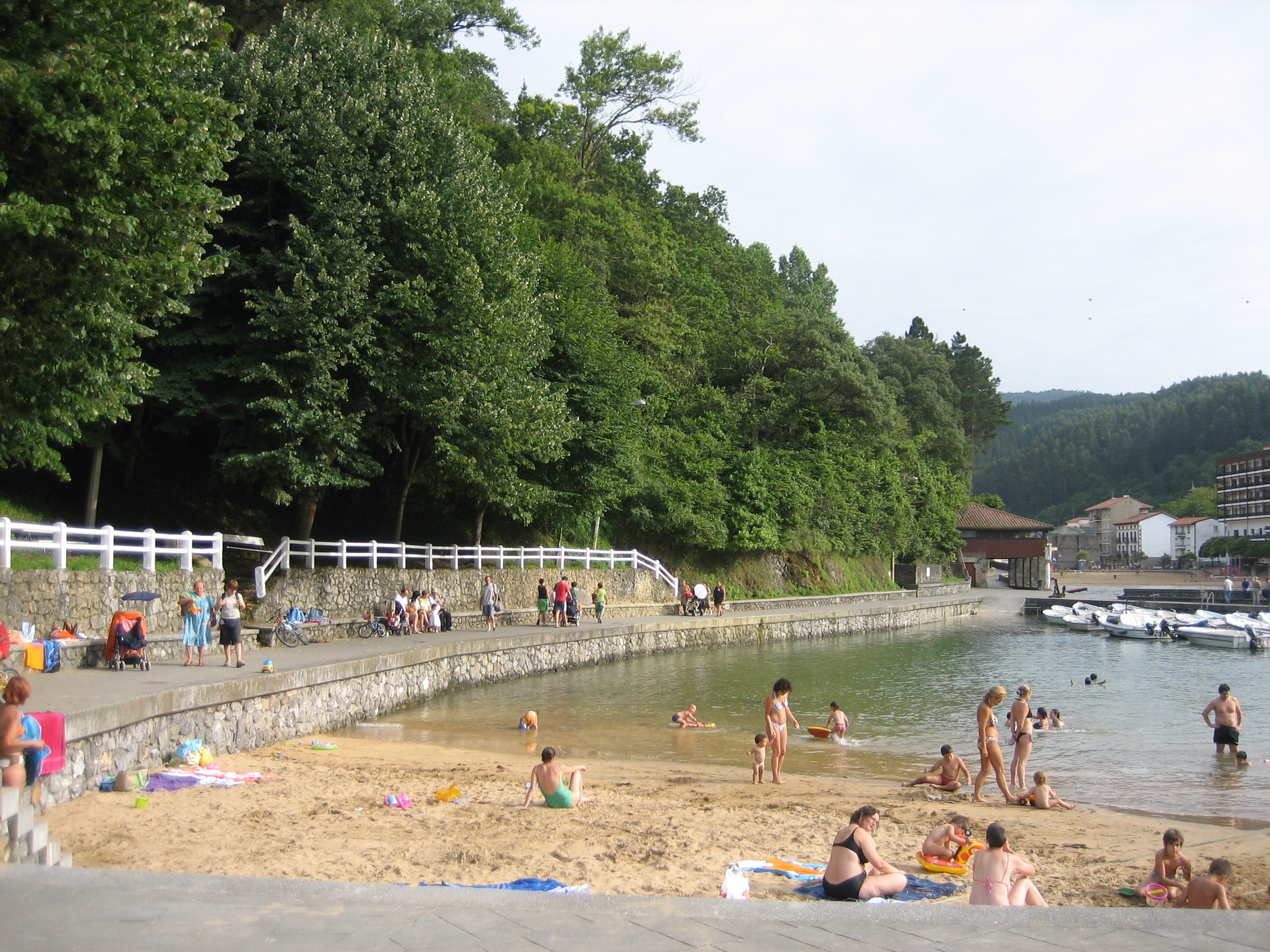
漁港とビーチ